# グーグ・イミディル語
グーグ・イミディル語は、オーストラリア諸語の一つで、クイーンズランド州北部、クックタウンの近くに暮らすグーグ・イミディル族の言語。

## 言語名別称
- グウグ・イミディール語
- Gugu Yimijir
- Gugu-Yimidhirr
- Guugu Yimidhirr
- Guugu Yimithirr
- Koko Imudji
- Kukuyimidir

## 方言
- Ngegudi (kky-nge)
- Dhalun-dhirr (kky-dha)
- Waguurr-ga (kky-wag)

## 語彙
オーストラリアの言語の多くは相対的指示枠（左右など）よりも絶対的指示枠（東西南北など）による表現を多く使う傾向があるが、グーグ・イミディル語もその一つである。具体的には、日本語母語話者が普通「机の左にある」という場合に「机の西にある」などという。また、「カンガルー」という言葉はこのグーグ・イミディル語の語彙に由来するものである。